# Экзамен на чин (фильм)
«Экзамен на чин» — короткометражный телефильм, снятый на киностудии «Лентелефильм» в СССР, в 1969 году по мотивам рассказов А. П. Чехова «Кот», «Случай с классиком», «Экзамен на чин».

## Сюжет
Приёмщик почтового отделения Ефим Захарыч Фендриков до поздней ночи готовился к экзамену на повышение классного чина; не ложился спать, и несмотря, на кричавших под окном котов, утомившись, уснул. Утром отправился на экзамен и по дороге встретил сына, которого учитель географии выгнал с урока. А неприятность эта была обусловлена видимо тем, что учитель однажды пришёл в почтовый департамент, а работавший там Фендриков не пожелал обслужить его вне очереди. И теперь этот учитель — в комиссии, и будет принимать у него экзамен. Но приехавший на экзамен инспектор (хозяин кота, которого Фендриков ночью пытался прогнать), оказал снисхождение чиновнику, который едва написал диктант и не ответил на вопросы по географии и математике. Вот только Фендриков «оказался в долгу» … и пришлось ему вести экзаменаторов в трактир.

## Съёмочная группа
- Режиссёр — Геннадий Иванов
- Автор сценария — Евгений Киржак
- Оператор — Вячеслав Бабенков

## В ролях
- Василий Меркурьев — Ефим Захарыч Фендриков
- Анна Лисянская — Варвара, жена Фендрикова
- Евгений Горюнов (в титрах Н. Горюнов) — инспектор
- Сергей Боярский — Пивомедов
- Борис Улитин
- Дмитрий Прощалыгин
- Всеволод Кузнецов — священник
- Геннадий Вернов — член экзаменационной комиссии
- Валерий Гатаев — один из экзаменуемых
- Владимир Арсентьев
- Виктор Ильичёв — один из экзаменуемых
- Борис Разумейко
- Сергей Аханов
- Владимир Козейкин
- Александр Колосков
- Виктор Чайников
- Антон Климович